# The Greatest Show on Earth (canción)
«The Greatest Show on Earth» es una canción del cantante estadounidense Michael Jackson. Lanzada el 4 de agosto de 1972 como parte de su segundo álbum de estudio en solitario, Ben, la canción fue escrita y producida por Mel Larson y Jerry Marcellino. Es un ejemplo temprano de la capacidad de Jackson para combinar el soul y el pop con una producción vocal destacada.

## Grabación y producción
La grabación de «The Greatest Show on Earth» tuvo lugar en 1972 en los estudios de Motown en Los Ángeles. Michael Jackson, quien tenía 14 años en ese momento, estaba en el proceso de transición de ser una estrella infantil con The Jackson 5 a establecer su carrera como solista. La canción fue producida por Mel Larson y Jerry Marcellino, quienes también trabajaron en otras pistas del álbum Ben.
Larson y Marcellino diseñaron la canción para resaltar la habilidad vocal de Jackson, integrando arreglos orquestales que complementaban su interpretación. La producción se centró en capturar la energía juvenil de Jackson, combinando ritmos de soul con elementos pop para crear un sonido vibrante y distintivo.

## Composición
The Greatest Show on Earth es una canción que fusiona elementos del soul y el pop, destacando la capacidad de Jackson para interpretar material con gran intensidad emocional. La letra utiliza la metáfora de un circo para ilustrar la grandiosidad de un amor joven y apasionado. La canción tiene una duración de 2 minutos y 48 segundos, y su estructura incluye una mezcla de ritmo pegajoso y un acompañamiento orquestal que resalta la interpretación vocal de Jackson.
El uso de metáforas en la letra enfatiza la experiencia escénica de Jackson, comparando la intensidad del amor con la emoción de un espectáculo circense. Este enfoque lírico se alinea con la imagen pública de Jackson como un artista carismático y enérgico.

## Publicación y recepción
The Greatest Show on Earth fue incluida en el álbum Ben, que fue lanzado el 4 de agosto de 1972. Aunque la canción no fue lanzada como sencillo, recibió elogios por su producción y la habilidad vocal de Jackson. El álbum Ben alcanzó el número 5 en la lista de álbumes Billboard 200, consolidando la carrera de Jackson como solista.
La crítica ha elogiado la canción por su energía y la claridad vocal de Jackson, aunque no alcanzó el estatus de éxito como otros temas del álbum. No obstante, es considerada una pieza importante en la evolución artística de Jackson.

## Interpretaciones en vivo
No existen registros de que Michael Jackson haya interpretado The Greatest Show on Earth en vivo durante su carrera. Sin embargo, el estilo y la energía de la canción se reflejan en muchas de sus actuaciones en vivo de la época, donde Jackson mantenía una presencia escénica vibrante.

## Legado
Aunque no es una de las canciones más conocidas de Michael Jackson, The Greatest Show on Earth es valorada por los aficionados y coleccionistas como un ejemplo temprano de su talento. La canción ha sido mencionada en varias biografías y estudios como una muestra de la capacidad de Jackson para interpretar con madurez, a pesar de su juventud.
La pieza también ha sido objeto de análisis en documentales y estudios sobre la música de Jackson, destacándose como un preludio de la grandiosidad y el espectáculo que caracterizarían sus presentaciones en vivo en las décadas siguientes.

## Personal
- Michael Jackson – voz principal
- Mel Larson – productor, compositor
- Jerry Marcellino – productor, compositor
- The Funk Brothers – instrumentación
- Motown – sello discográfico

## Categorías
- Datos: Q129531240